# Bonn
|  | Per a altres significats, vegeu «Comtat de Bonn». |

Bonn és una ciutat alemanya a la riba esquerra del Rin. Pertany a l'estat de Rin del Nord-Westfàlia, està 30 km al sud de Colònia i 60 km al nord de Coblença (Renània-Palatinat). Fou capital de la República Federal d'Alemanya des del 1949 fins al 1990. Actualment és la seu del Bundesrat. Té una població de 313.000 habitants (estimació de 2004), essent la 19a ciutat d'Alemanya, un port fluvial al Rin i és seu universitària des del 1818, any en què s'hi fundà la Rheinische Friedrich Willhelms Universität, que ocupa el lloc de l'antic palau dels electors de Colònia.
El músic Ludwig van Beethoven (1770-1827) hi va nàixer. El 1949 es va crear un barri administratiu al sud de la ciutat. Les ambaixades i les residències del funcionaris són a la veïna Bad Godesberg. És port fluvial al Rin i té un aeroport proper compartit amb Colònia. Els seus monuments més destacats són el Münster (una col·legiata romànica dels segles XI-XIII), la casa de la vila (segle xviii); i la Beethovenhalle (1957-1959). El Rheinisches Landesmusum té importants col·leccions d'art.

## Història

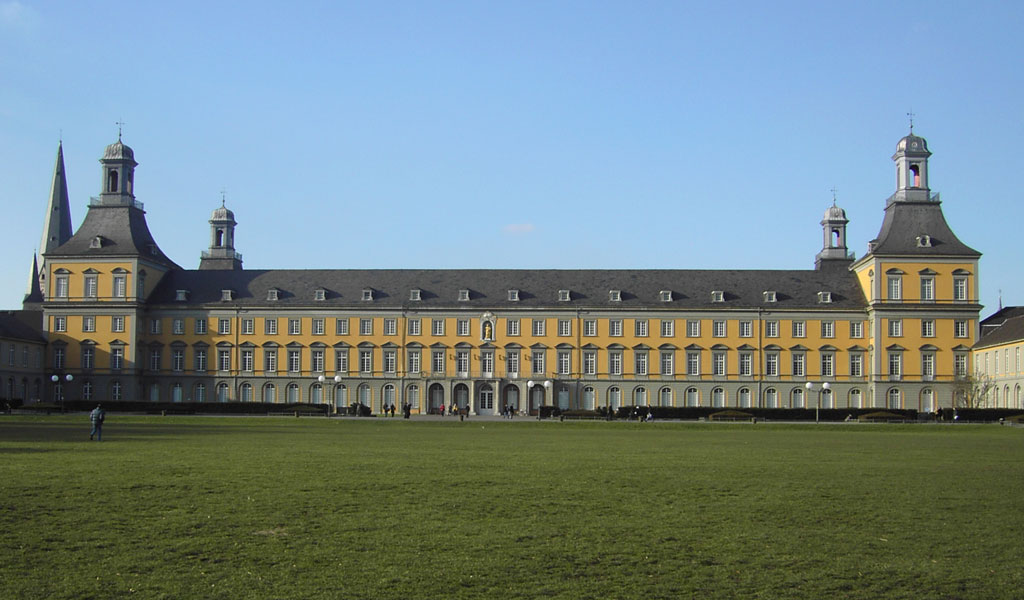
Universitat de Bonn

Bonna és el nom antic de Bonn. Fou poblada pels ubis, un poble germànic que es va establir a l'esquerra del Rin sota protecció de Marc Vipsani Agripa. Drus, enviat per August, hi va establir un pont de barques per travessar el riu. Fou una estació romana de certa importància. L'any 70 els batavis i els cannifetats van atacar els romans a Bonna i van derrotar-ne la guarnició. Tàcit l'esmenta a la mateixa època a les V, VI i VII legions com estacions a la Germania Inferior i la I com establerta a Bonna o Castra Bonensia que la tenia com a quarter d'hivern. Durant tot l'imperi va continuar com a estació romana dins la província de Germania Secunda o Germània Inferior. Fou incendiada pels alamans i altres pobles germànics i Julià, governador de la Gàl·lia la va reconquerir el 359 aC però durant poc temps. Hi queden força restes de l'època romana.
A mitjans del segle xiii els electors de Colònia la van triar com a residència, posició que va conservar fins al 1794. El 1273 fou convertida en seu episcopal. El 1801 fou ocupada per França i el congrés de Viena la va assignar a Prússia el 1815.
El 1948 fou seu de la conferència dels aliats occidentals (Estats Units, França i Gran Bretanya) que van decidir crear la República Federal Alemanya, de la qual Bonn fou declarada capital l'any següent. Va mantenir la capitalitat fins al 1990 en què, reunificada Alemanya, es va traslladar a Berlín juntament amb el govern i el Bundestag, però el 1991 es va decidir mantenir a Bonn el Bundesrat o cambra federal.

## Topografia
Situat a la part més meridional de la regió del Rin-Ruhr, l'àrea metropolitana més gran d'Alemanya amb més d'11 milions d'habitants, Bonn es troba dins l'estat alemany de Renània del Nord-Westfàlia, a la frontera amb Renània-Palatinat. Amb una superfície de més de 141,2 km 2 (55 milles quadrades) a banda i banda del riu Rin, gairebé tres quartes parts de la ciutat es troba a la riba esquerra del riu.
Al sud i a l'oest, Bonn limita amb la regió d'Eifel que engloba el parc natural de Renània. Al nord, Bonn limita amb la terra baixa de Colònia. Les fronteres naturals estan constituïdes pel riu Sieg al nord-est i pel Siebengebirge (també conegut com els set turons) a l'est. L'extensió més gran de la ciutat en dimensions nord-sud és de 15 km (9 mi) i 12,5 km (8 mi) en dimensions oest-est. Les fronteres de la ciutat tenen una longitud total de 61 km. El centre geogràfic de Bonn és la Bundeskanzlerplatz (plaça del canceller) a Bonn-Gronau.

## Administració
L'estat alemany de Renània del Nord-Westfàlia es divideix en cinc districtes governamentals (alemany: Regierungsbezirk), i Bonn forma part del districte governamental de Colònia (alemany: Regierungsbezirk Köln). Dins d'aquest districte governamental, la ciutat de Bonn és un districte urbà de ple dret. El districte urbà de Bonn es divideix de nou en quatre districtes administratius municipals (en alemany: Stadtbezirk). Es tracta de Bonn, Bonn-Bad Godesberg, Bonn-Beuel i Bonn-Hardtberg. El 1969, les ciutats independents de Bad Godesberg i Beuel, així com diversos pobles, es van incorporar a Bonn, cosa que va resultar en una ciutat més del doble que abans.
| Districte Municipal (Stadtbezirk) | Escut d'armes                         | Població (a Desembre de 2014) | Sub-district (Stadtteil) |
| --------------------------------- | ------------------------------------- | ----------------------------- | --- |
| Bad Godesberg                     | Wappen des Stadtbezirks Bad Godesberg | 73.172                        | Alt-Godesberg, Friesdorf, Godesberg-Nord, Godesberg-Villenviertel, Heiderhof, Hochkreuz, Lannesdorf, Mehlem, Muffendorf, Pennenfeld, Plittersdorf, Rüngsdorf, Schweinheim                                                                                                 |
| Beuel                             | Wappen des Stadtbezirks Beuel         | 66.695                        | Beuel-Mitte, Beuel-Ost, Geislar, Hoholz, Holtorf, Holzlar, Küdinghoven, Limperich, Oberkassel, Pützchen/Bechlinghoven, Ramersdorf, Schwarzrheindorf/Vilich-Rheindorf, Vilich, Vilich-Müldorf                                                                              |
| Bonn                              | Wappen des Stadtbezirks Bonn          | 149.733                       | Auerberg, Bonn-Castell (known until 2003 as Bonn-Nord), Bonn-Zentrum, Buschdorf, Dottendorf, Dransdorf, Endenich, Graurheindorf, Gronau, Ippendorf, Kessenich, Lessenich/Meßdorf, Nordstadt, Poppelsdorf, Röttgen, Südstadt, Tannenbusch, Ückesdorf, Venusberg, Weststadt |
| Hardtberg                         | Wappen des Stadtbezirks Hardtberg     | 33.360                        | Brüser Berg, Duisdorf, Hardthöhe, Lengsdorf |

## Clima
Bonn té un clima oceànic (Cfb). Al sud de la terra baixa de Colònia, a la vall del Rin, Bonn es troba en una de les regions més càlides d'Alemanya.
| Paràmetres climàtics mitjans de Bonn | Paràmetres climàtics mitjans de Bonn | Paràmetres climàtics mitjans de Bonn | Paràmetres climàtics mitjans de Bonn | Paràmetres climàtics mitjans de Bonn | Paràmetres climàtics mitjans de Bonn | Paràmetres climàtics mitjans de Bonn | Paràmetres climàtics mitjans de Bonn | Paràmetres climàtics mitjans de Bonn | Paràmetres climàtics mitjans de Bonn | Paràmetres climàtics mitjans de Bonn | Paràmetres climàtics mitjans de Bonn | Paràmetres climàtics mitjans de Bonn | Paràmetres climàtics mitjans de Bonn |
| Mes                                  | Gen.                                 | Feb.                                 | Mar.                                 | Abr.                                 | Mai.                                 | Jun.                                 | Jul.                                 | Ago.                                 | Set.                                 | Oct.                                 | Nov.                                 | Des.                                 | Anual                                |
| ------------------------------------ | ------------------------------------ | ------------------------------------ | ------------------------------------ | ------------------------------------ | ------------------------------------ | ------------------------------------ | ------------------------------------ | ------------------------------------ | ------------------------------------ | ------------------------------------ | ------------------------------------ | ------------------------------------ | ------------------------------------ |
| Font:                                |                                      |                                      |                                      |                                      |                                      |                                      |                                      |                                      |                                      |                                      |                                      |                                      |                                      |